# Campionati austriaci di sci alpino 1986
I Campionati austriaci di sci alpino 1986 si svolsero ad Aigen im Mühlkreis e a Haus dal 13 al 17 febbraio; furono assegnati i titoli di discesa libera, slalom gigante, slalom speciale e combinata, sia maschili sia femminili.

## Risultati

### Uomini

#### Discesa libera
| Pos. | Atleta            | Nazione |
| ---- | ----------------- | ------- |
| 1    | Erwin Resch       | Austria |
| 2    | Peter Wirnsberger | Austria |
| 3    | Roman Rupp        | Austria |

Località: Haus

Data: 13 febbraio

#### Slalom gigante
| Pos. | Atleta         | Nazione |
| ---- | -------------- | ------- |
| 1    | Helmut Mayer   | Austria |
| 2    | Gerhard Lieb   | Austria |
| 3    | Rudolf Stocker | Austria |

Località: Aigen im Mühlkreis

Data: 14 febbraio

#### Slalom speciale
| Pos. | Atleta          | Nazione |
| ---- | --------------- | ------- |
| 1    | Franz Gruber    | Austria |
| 2    | Klaus Heidegger | Austria |
| 3    | Roland Pfeifer  | Austria |

Località: Aigen im Mühlkreis

Data: 15 febbraio

#### Combinata
| Pos. | Atleta                | Nazione |
| ---- | --------------------- | ------- |
| 1    | Rudolf Stocker        | Austria |
| 2    | Bernhard Knauß        | Austria |
| 3    | Manfred Faschingbauer | Austria |

Località: Aigen im Mühlkreis, Haus

Data: 13-15 febbraio

Classifica stilata attraverso i piazzamenti ottenuti
in discesa libera, slalom gigante e slalom speciale

### Donne

#### Discesa libera
| Pos. | Atleta           | Nazione |
| ---- | ---------------- | ------- |
| 1    | Katrin Gutensohn | Austria |
| 2    | Astrid Geisler   | Austria |
| 3    | Ulrike Maier     | Austria |

Località: Haus

Data: 13 febbraio

#### Slalom gigante
| Pos. | Atleta       | Nazione |
| ---- | ------------ | ------- |
| 1    | Sylvia Eder  | Austria |
| 2    | Ulrike Maier | Austria |
| 3    | Birgit Eder  | Austria |

Località: Aigen im Mühlkreis

Data: 17 febbraio

#### Slalom speciale
| Pos. | Atleta           | Nazione |
| ---- | ---------------- | ------- |
| 1    | Anita Wachter    | Austria |
| 2    | Adelheid Gapp    | Austria |
| 3    | Roswitha Steiner | Austria |

Località: Aigen im Mühlkreis

Data: 16 febbraio

#### Combinata
| Pos. | Atleta          | Nazione |
| ---- | --------------- | ------- |
| 1    | Adelheid Gapp   | Austria |
| 2    | Elfi Eder       | Austria |
| 3    | Gabriele Rainer | Austria |

Località: Aigen im Mühlkreis, Haus

Data: 13-17 febbraio

Classifica stilata attraverso i piazzamenti ottenuti
in discesa libera, slalom gigante e slalom speciale